# Stadtwerke Oberursel
Die Stadtwerke Oberursel (Taunus) GmbH ist mit ihren Tochtergesellschaften TaunaGas Oberursel (Taunus) GmbH und Wasserversorgung (Taunus) GmbH der Wasser- und Energieversorger der Stadt Oberursel (Taunus) und der Stadt Steinbach (Taunus). Neben der Versorgung der Stadt Oberursel und der umliegenden Gemeinden mit Erdgas, Strom, Wasser und Wärme gehört auch der Betrieb des Oberurseler Stadtbusses, der Stadthalle Oberursel, der Parkhäuser und oberirdischen Parkplätze Oberursels und des TaunaBad Oberursel zu den Aufgaben des Unternehmensverbundes. Zudem erbringt das Unternehmen kaufmännische Dienstleistungen für andere städtische Gesellschaften, den städtischen Eigenbetrieb BSO und den Wasserbeschaffungsverband Taunus. Außerdem haben die Stadtwerke Oberursel gemeinsam mit der Raiffeisenbank Oberursel die Neue Energie Taunus eG gegründet, die erste Energiegenossenschaft im Hochtaunuskreis.

## Historie
Im Jahre 1890 begann die öffentliche Wasserversorgung in Oberursel. In den Jahren 1959 bis 1966 wurde das Wasserwerk „Riedwiese“ gebaut. 1965 begann man mit dem Bau des Wasserwerks „Hohemark“, welches 1975 fertig gestellt wurde. Am 22. Dezember 1967 wurde die Stadtwerke Oberursel (Taunus) GmbH gegründet. Schon wenige Tage später, am 1. Januar 1968, übernahmen die Stadtwerke Oberursel die Wasserversorgung im Stadtgebiet Oberursel sowie den Betrieb des Schwimmbads. Am 17. Oktober 1972 gründeten die Städte Bad Homburg, Friedrichsdorf, Königstein, Kronberg und Oberursel den Wasserbeschaffungsverband Taunus (WBV Taunus). Die Eröffnung des Oberurseler Hallenbades fand am 1. Dezember 1973 statt. Am 18. März 1975 wurde die Stadthalle GmbH Oberursel (Taunus) gegründet. Die Übertragung des Stadtbus-Verkehrs von der Stadt Oberursel/Ts. auf die Stadtwerke Oberursel (Taunus) GmbH fand am 1. Dezember 1979 statt. Ein Jahr später, am 1. Oktober 1980, wurde das "Parkhaus Holzweg" eröffnet. Dem folgte am 1. Oktober 1983 die Eröffnung des "Parkhaus Stadthalle". Am 9. Mai 1984 fusionierten der WBV Taunus und der Wasserbeschaffungsverband Vordertaunus (WBV Vordertaunus), womit die Städte Eschborn und Steinbach hinzu kamen. Am 8. Dezember 1997 wurde die Wasserversorgung Steinbach (Taunus) GmbH als hundertprozentiges Tochterunternehmen der Stadtwerke Oberursel (Taunus) GmbH gegründet, mit welcher die Übernahme der Wasserversorgung Steinbach am 1. Januar 1998 einher ging. Am 28. Mai 1998 wurde das City-Parkhaus eröffnet. Der neue Wasserhochbehälter auf der Stierstadter Heide wurde am 18. August 2001 in Betrieb genommen. Am 14. Dezember 2002, wurde die TaunaGas Oberursel (Taunus) GmbH als hundertprozentige Tochtergesellschaft der Stadtwerke Oberursel gegründet. Schon etwa zwei Wochen später, am 1. Januar 2003, wurde die Gasversorgung der Stadt Oberursel durch die TaunaGas Oberursel (Taunus) GmbH übernommen. Am 7. September 2004 wurden die Stadtwerke Oberursel (Taunus) GmbH und die Wasserversorgung Steinbach (Taunus) GmbH erfolgreich im Bereich Technisches Sicherheitsmanagement (TSM) zertifiziert, dem folgte am 21. Oktober 2005 die erfolgreiche Zertifizierung des Tochterunternehmens TaunaGas Oberursel (Taunus) GmbH. Am 1. Januar 2006 übernahm die Stadtwerke Oberursel (Taunus) GmbH den Betrieb der Schwimmbäder in Oberursel. Ab dem 1. Oktober 2008 erfolgte die Erdgas-Lieferung an Privatkunden außerhalb Oberursels durch die TaunaGas Oberursel (Taunus) GmbH. Seit dem 1. Januar 2010 liefern die Stadtwerke Oberursel auch Strom an Privatkunden in Oberursel. Am 23. Februar 2011 gründeten die Stadtwerke Oberursel gemeinsam mit der Raiffeisenbank Oberursel eG die Energie-Genossenschaft "Neue Energie Taunus eG". Am 1. Januar 2012 erfolgte der Übergang der Wasserversorgung der Stadt Oberursel von den Stadtwerken Oberursel an den Bau & Service Oberursel. Dies ist ein Eigenbetrieb der Stadt Oberursel. Am 4. Juni 2013 wurde das alte Hallenbad (Rundbau) abgerissen und der Bau der neuen Schwimmhalle des TaunaBad Oberursel begann, in dieser startete am 20. Dezember 2014 der öffentliche Badebetrieb. Eine Auszeichnung für ihr herausragendes Ausbildungskonzept ("Exzellenter Ausbildungsbetrieb") erhalten die Stadtwerke Oberursel am 9. Dezember 2013 von der IHK-Frankfurt. Im Juli 2015 erhalten due Stadtwerke Oberursel das Zertifikat "audit berufundfamilie" (für eine verbesserte Vereinbarkeit von Beruf und Familie). Im Juni 2016 veröffentlichen die Stadtwerke Oberursel die TaunaApp Oberursel, eine App mit zahlreichen Informationen und Diensten rund um Oberursel. Im Mai 2017 erfolgte die Re-Zertifizierung der Stadtwerke Oberursel (Taunus) GmbH und der TaunaGas Oberursel (Taunus) GmbH im Bereich Technisches Sicherheitsmanagement (TSM).

## Daten und Fakten 2019

### Strom
- Absatzmenge: 22 Mio. kWh

### Wasser (Oberursel)
- Absatzmenge: 2,6 Mio. m³
- Länge der Leitungen: 295,0 km
- Anzahl der Hochbehälter: 7 Stück
- Anzahl der Hausanschlüsse: 9.494 Stück

### Erdgas
- Absatzmenge: 195 Mio. kWh
- Länge der Leitungen:
  - Hochdrucknetz: 23,0 km
  - Mittel-/Niederdrucknetz: 127,9 km
  - Hausanschlussleitungen: 87,9 km
  - Leitungsnetz gesamt: 238,8 km
- Anzahl der Hausanschlüsse: 7.342 Stück

### Parkhäuser
- Parkhaus Altstadt: 235 Stellplätze
- Parkhaus Stadthalle: 240 Stellplätze

### TaunaBad Oberursel
Im Frühling 2015 eröffnete die neue Schwimmhalle des TaunaBad Oberursel. Seither besteht mit dem großzügigen Außengelände ein Kombibad, das bis auf wenige Wochen in den Sommerferien ganzjährig geöffnet ist.

## Stadtbus Oberursel

### Linienübersicht
Folgende Buslinien betreibt die Stadtwerke Oberursel (Taunus) GmbH:
- Linie 41: Oberstedten – Oberursel Bahnhof und zurück
- Linie 42: Hauptfriedhof – Weißkirchen-Ost (über Bommersheim) und zurück
- Linie 43: Oberursel Bahnhof – Weißkirchen-Ost (über Stierstadt) und zurück
- Linie 44: Oberursel Bahnhof – Stierstadt – Weißkirchen-Ost und zurück (Abendlinie)
- Linie 45: Oberstedten Hans Mess-Straße – Oberursel Bahnhof und zurück (Abendlinie)
- Linie 46: Oberursel Bahnhof – Stierstadt Bahnhof (über Bommersheim) (Abendlinie)
- Linie n31: Stierstadt Bahnhof – Oberursel Bahnhof – Oberstedten und zurück (Nachtbus)
- Linie 47 (Schulbus): Stierstadt – Weißkirchen – Bommersheim – Oberursel EKS
- Linie 48 (Schulbus): Oberstedten – Feldbergschule – IGS Stierstadt
- Linie 49 (Schulbus): Oberstedten – Oberursel – Bommersheim – IGS Stierstadt und zurück